# Jumbo Shipping

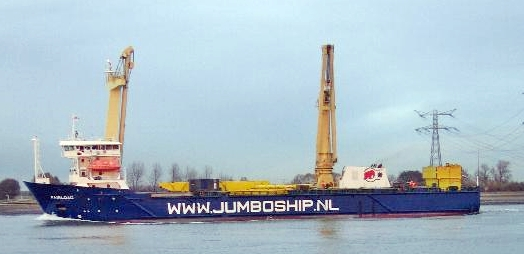
Schip van Jumbo Shipping in de haven van Rotterdam

Jumbo Shipping is een handelsnaam van Kahn Scheepvaart B.V. een Nederlandse rederij, die is gespecialiseerd in zwaar zeetransport. Het bedrijf werd in 1948 opgericht in Rotterdam door Hans Kahn, de vader van de huidige directeur sinds 1990, Michael Kahn. Op dat moment was het gebruik van containers sterk in opkomst. Zijn motto was: niet alles past in een doos, en hij kreeg gelijk.
Het vervoeren van bijzondere, zware lading over zee is al decennialang iets waar Nederlandse bedrijven zich mee bezighouden. Het familiebedrijf specialiseert zich in zware en bijzondere transporten met een vloot van 14 speciaal hiervoor ontworpen schepen. De hijscapaciteit van deze schepen varieert van 500 ton tot de 1800 ton van de J-klasse schepen. De vloot heeft al sinds het begin Rotterdam als thuishaven, het hoofdkantoor is in Schiedam gevestigd.

## Schepen van de rederij
- In 1956 werd de eerste Stellaprima voor de rederij opgeleverd, gebouwd door Abeking & Rasmussen in Lemwerder, een coaster voorzien van vier voor die tijd zware 12-tons-laadbomen. De Stellaprima bleek een succes. Zware objecten die tot dan toe werden gevaren als deklast van een coaster, konden nu op beter ingerichte schepen vervoerd worden. Echter, met de tijd vergrootte het inzicht en werden de ladingstukken zwaarder en volumineuzer.
- In 1967 werd het eerste speciaal gebouwde zware ladingschip besteld. In 1968 werd deze Stellanova overgedragen door de Zaanlandse Scheepsbouw Maatschappij in Zaandam, waarmee Jumbo's A-klasse werd geïntroduceerd.
- In 1969 volgden twee zusterschepen in dezelfde klasse, de Daniella en de Fairlift. De ervaringen die in de jaren daarop werden opgedaan, werden verwerkt in een nieuwe klasse, de B-klasse, die in 1974 in de vaart werd genomen. De Gabriella en de Fairload, gebouwd door Scheepswerf Van Diepen in Waterhuizen, met een hijsvermogen van 600 ton.
- De C-klasse schepen Mirabella en Fairlane werden respectievelijk in 1977 en 1978 opgeleverd door De Groot en Van Vliet in Slikkerveer.
- De Jumbo Stella Two is ook een schip van Khan Scheepvaart geweest; ze was overgenomen van een Franse rederij[3]
- In 1982 kwamen voor de rederij twee schepen in de vaart van de familie Rothschild.
- Jumbo's eigen constructeurs ontwierpen de D-klasse schepen Jumbo Challenger en Fairmast in 1983 met een hijscapaciteit van 1000 ton. De Fairmast werd in 1997 in een droogdok in de Philippijnen bezet door overvallers, die het schip lieten verschuiven waardoor de romp tordeerde en moest worden vervangen.
- Het E-klasse schip Fairlift had twee kranen van elk 250 ton, waarvan de achterste later werd vervangen door een kraan die 400 ton kon tillen.
- Het kwam beter uit om niet alle lading hoog aan dek te plaatsen, dus werd rond 1994 een zeewaardig ponton aangeschaft, de Jumbo Barge JB-1.
- De nieuwe G-klasse schepen Jumbo Spirit en de tweede Stellanova kwamen in 1994 en 1995 in de vaart.
- In 2000 kwam de Stellaprima de vloot versterken.
- In dat jaar kwamen van de H-klasse schepen Jumbo Vision en Fairlane van een Turkse werf. Beide schepen met twee kranen van elk 400 ton.
- In de periode 2004 tot 2008 werden vier schepen in de J-klasse in gebruik genomen. In 2004 de Fairpartner en Jumbo Javelin, in 2008 de Fairplayer en de Jumbo Jubilee. Het hijsvermogen per schip is daarmee toegenomen van 100 ton naar 1800 ton in 38 jaar.
- In 2014 en 2015 werden twee schepen in de K-klasse gebouwd en in gebruik genomen. De namen van deze schepen zijn de Jumbo Kinetic (2014) en de Fairmaster (2015). Deze schepen zijn gebouwd in Split, Kroatië. Deze schepen zijn uitgerust met twee Huisman kranen van elk 1500 ton hijscapaciteit. In tandem lift kunnen deze schepen ongeveer 2300 ton hijsen, in verband met de stabiliteit.

## Trivia
- De namen van de schepen waren traditiegetrouw het resultaat van prijsvragen onder het personeel.